# Wallace (ort i Australien)
Wallace är en ort i Australien. Den ligger i regionen Moorabool och delstaten Victoria, omkring 85 kilometer väster om delstatshuvudstaden Melbourne. Antalet invånare är 343.
Runt Wallace är det mycket glesbefolkat, med 6 invånare per kvadratkilometer.. Närmaste större samhälle är Ballarat, omkring 18 kilometer väster om Wallace. 
Trakten runt Wallace består till största delen av jordbruksmark. Genomsnittlig årsnederbörd är 815 millimeter. Den regnigaste månaden är juni, med i genomsnitt 102 mm nederbörd, och den torraste är januari, med 27 mm nederbörd.